# Freycinetia cultella
Freycinetia cultella är en enhjärtbladig växtart som beskrevs av Benjamin Clemens Masterman Stone. Freycinetia cultella ingår i släktet Freycinetia och familjen Pandanaceae.
Artens utbredningsområde är Filippinerna. Inga underarter finns listade.